# Fayssac
Fayssac (okzitanisch Faissac) ist eine französische Gemeinde mit 359 Einwohnern (Stand: 1. Januar 2022) im Département Tarn in der Region Okzitanien. Fayssac gehört zum Arrondissement Albi und zum Kanton Les Deux Rives. Die Einwohner werden Fayssacois und Fayssacoises genannt.

## Geographie
Fayssac liegt in der Région naturelle Gaillacois, etwa 59 Kilometer nordöstlich von Toulouse und etwa 14 Kilometer westnordwestlich von Albi. Das Gebiet der Gemeinde wird vom Ruisseau de Vieulac, dem Bach Pré-Long und einem weiteren Wasserlauf entwässert.
Umgeben wird Fayssac von den Nachbargemeinden Cestayrols im Norden und Nordosten, Bernac im Osten, Labastide-de-Lévis im Süden und Südosten, Senouillac im Westen sowie Cahuzac-sur-Vère im Nordwesten.

## Bevölkerungsentwicklung

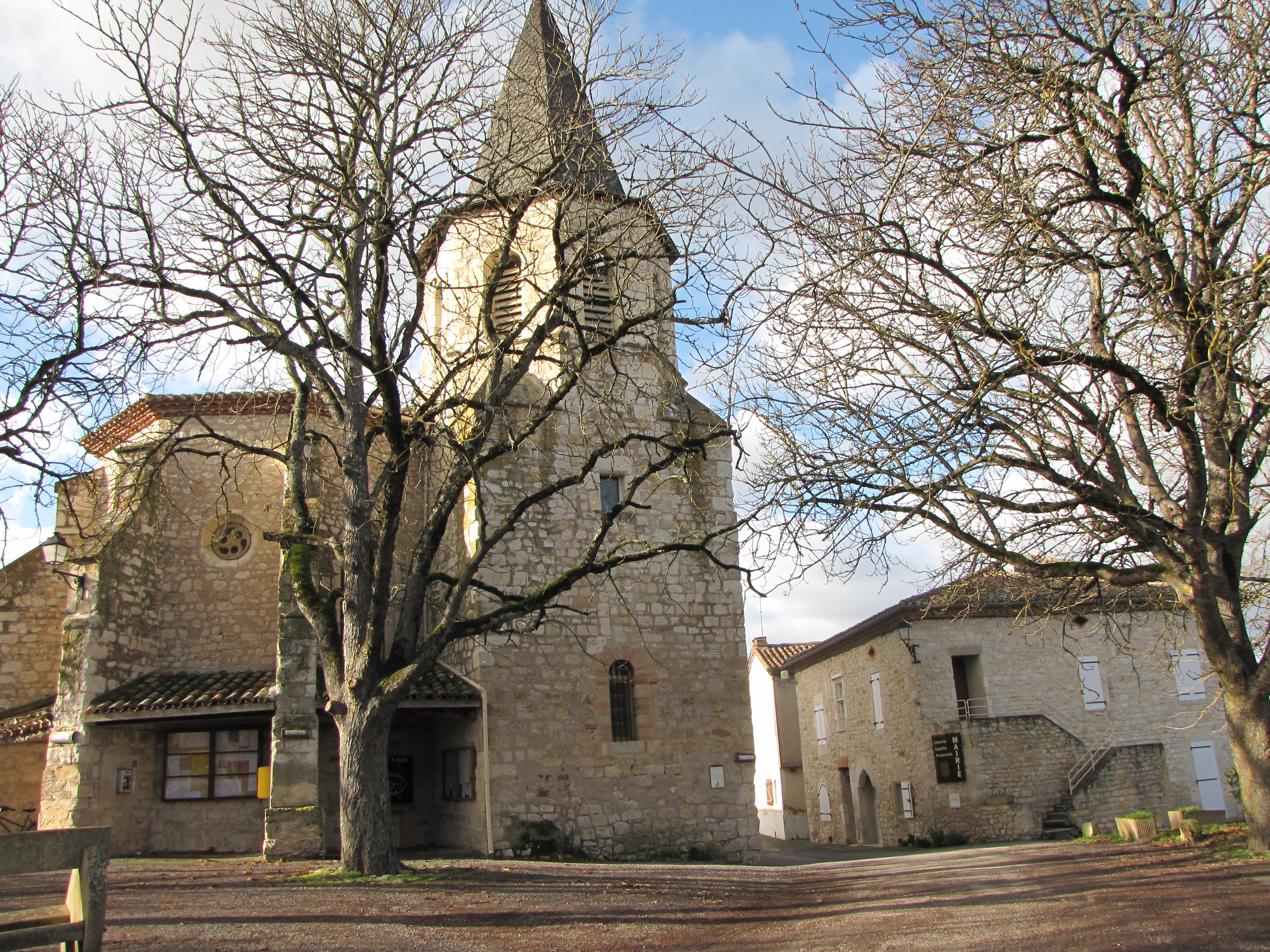
Kirche Saint-Étienne

| 1962                       | 1968 | 1975 | 1982 | 1990 | 1999 | 2006 | 2017 |
| -------------------------- | ---- | ---- | ---- | ---- | ---- | ---- | ---- |
| 265                        | 217  | 242  | 306  | 314  | 274  | 336  | 347  |
| Quellen: Cassini und INSEE |      |      |      |      |      |      |      |

## Sehenswürdigkeiten
- Kirche Saint-Étienne